# Filmografia Audrey Hepburn

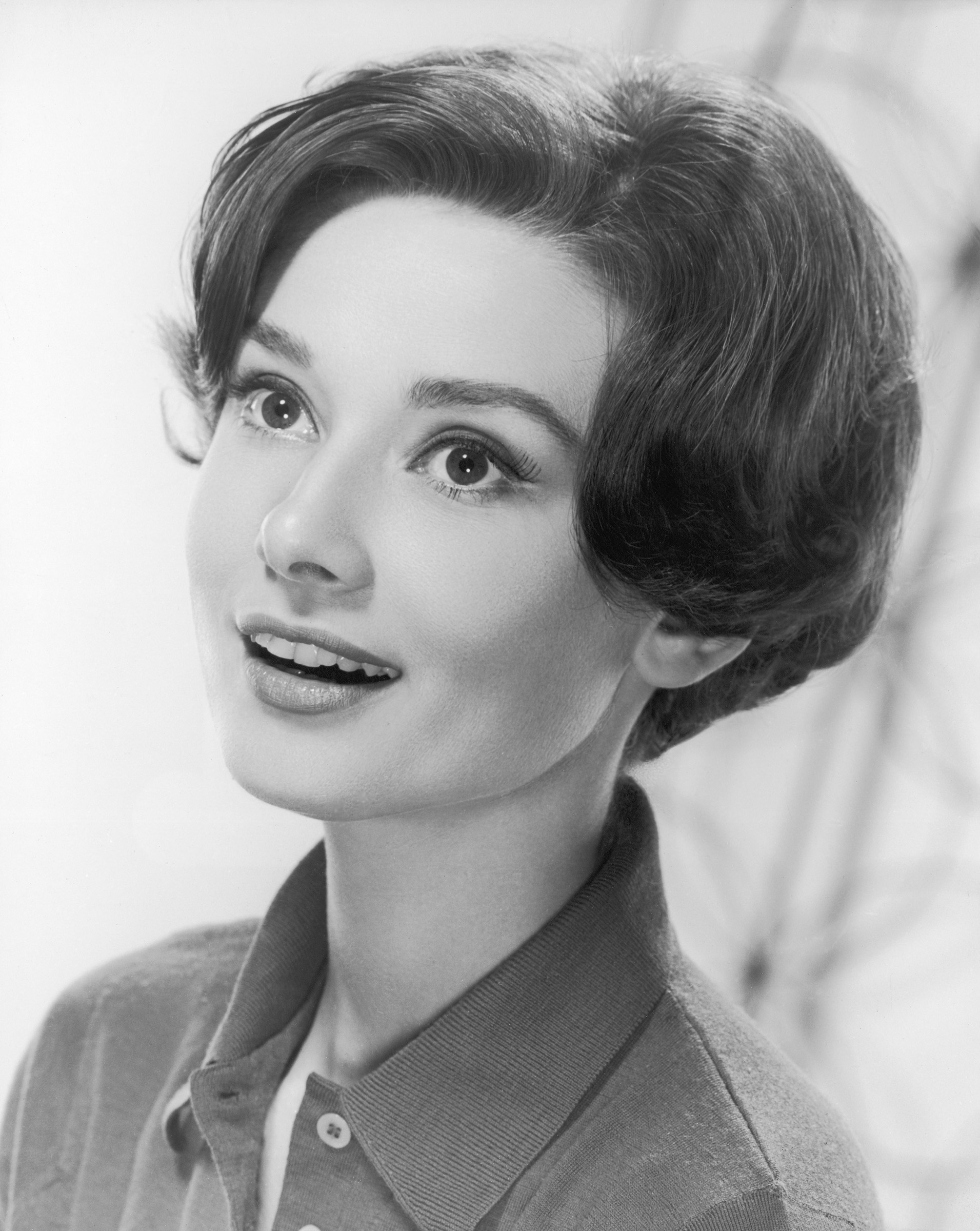
Audrey Hepburn (1959)

Audrey Hepburn (1929–1993) w trwającej 33 lata karierze występowała w filmach, telewizji i na scenie. Zagrała w 28 produkcjach fabularnych. Pięciokrotnie była nominowana do nagrody Akademii Filmowej i dziewięciokrotnie do Złotego Globu, z czego zdobyła jedną statuetkę Oscara i jedną nagrodę Hollywoodzkiego Stowarzyszenia Prasy Zagranicznej. Uznawana jest za jedną z najwybitniejszych aktorek w historii amerykańskiej kinematografii oraz ikonę stylu i elegancji.
Na dużym ekranie debiutowała w 1948 rolą stewardesy w komedii Holenderski w 7 lekcjach (reż. Charles Huguenot van der Linden). Występowała również w musicalach wystawianych w teatrach muzycznych na londyńskim West Endzie, m.in. w Sauce Tartare (1949) i w sequelu Sauce Piquante (1950). W sezonie 1951–1952 grała na Broadwayu w sztuce Gigi, napisanej przez Sidonie-Gabrielle Colette. W 1953 debiutowała w Hollywood, występując u boku Gregory’ego Pecka w komedii romantycznej Rzymskie wakacje (reż. William Wyler). Po premierze filmu zdobyła status gwiazdy, a jej zdjęcia były publikowane na okładkach wielu prestiżowych pism. Kreacja księżniczki Anny przyniosła jej nagrodę Akademii Filmowej dla najlepszej aktorki pierwszoplanowej, Złotego Globu dla najlepszej aktorki w filmie dramatycznym oraz BAFTĘ dla najlepszej brytyjskiej aktorki. W latach 50. XX wieku występowała u boku największych gwiazd kina; w komedii romantycznej Sabrina (1954, reż. Billy Wilder) zagrała wraz z Humphreyem Bogartem i Williamem Holdenem. W zrealizowanym dwa lata później melodramacie wojennym Wojna i pokój (1956, reż. King Vidor) partnerował jej Henry Fonda. W musicalu Zabawna buzia (1957, reż. Stanley Donen) zagrała z Fredem Astaire’em. Z kolei w komedii romantycznej Miłość po południu (1957, reż. Billy Wylder) wystąpiła wspólnie z Garym Cooperem. Rola siostry Łucji w dramacie Historia zakonnicy (1959, reż. Fred Zinnemann) spotkała się z uznaniem ze strony krytyków, którzy uważali ją za jedną z najważniejszych i najwybitniejszych w dorobku aktorki. Kreacja ta przyniosła jej szereg nominacji oraz nagrody BAFTA i David di Donatello.
W latach 60. Hepburn wystąpiła w komedii romantycznej Śniadanie u Tiffany’ego (1961, reż. Blake Edwards), gdzie stworzyła wizerunek, który na trwałe wpisał się do kanonu mody, dramacie obyczajowym Niewiniątka (1961, reż. William Wyler), dreszczowcu romantycznym Szarada (1963, reż. Stanley Donen) wraz z Carym Grantem, musicalu My Fair Lady (1964, reż. George Cukor), komedii kryminalnej Jak ukraść milion dolarów (1966, reż. William Wyler) oraz w dreszczowcu psychologicznym Doczekać zmroku (1967, reż. Terence Young). Pod koniec lat 60. wycofała się z przemysłu filmowego na osiem lat, poświęcając czas rodzinie i wychowaniu syna. Powróciła na duży ekran w 1976, jednak filmy z jej udziałem zbierały głównie negatywne recenzje. Coraz bardziej ograniczała karierę na rzecz działalności humanitarnej, zostając w 1988 ambasadorem dobrej woli UNICEF.
Trzy filmy z jej udziałem były zestawiane w pierwszej dziesiątce podsumowań roku w amerykańskim box offisie. Dwanaście produkcji, w których wzięła udział, było nominowanych przynajmniej do jednego Oscara w różnych kategoriach, a pięć z nich zdobyło jedną statuetkę w dowolnej kategorii. Dziesięć filmów z udziałem Hepburn, po uwzględnieniu inflacji, przekroczyło sumę 100 milionów dolarów dochodu z biletów na rynku krajowym.

## Filmografia

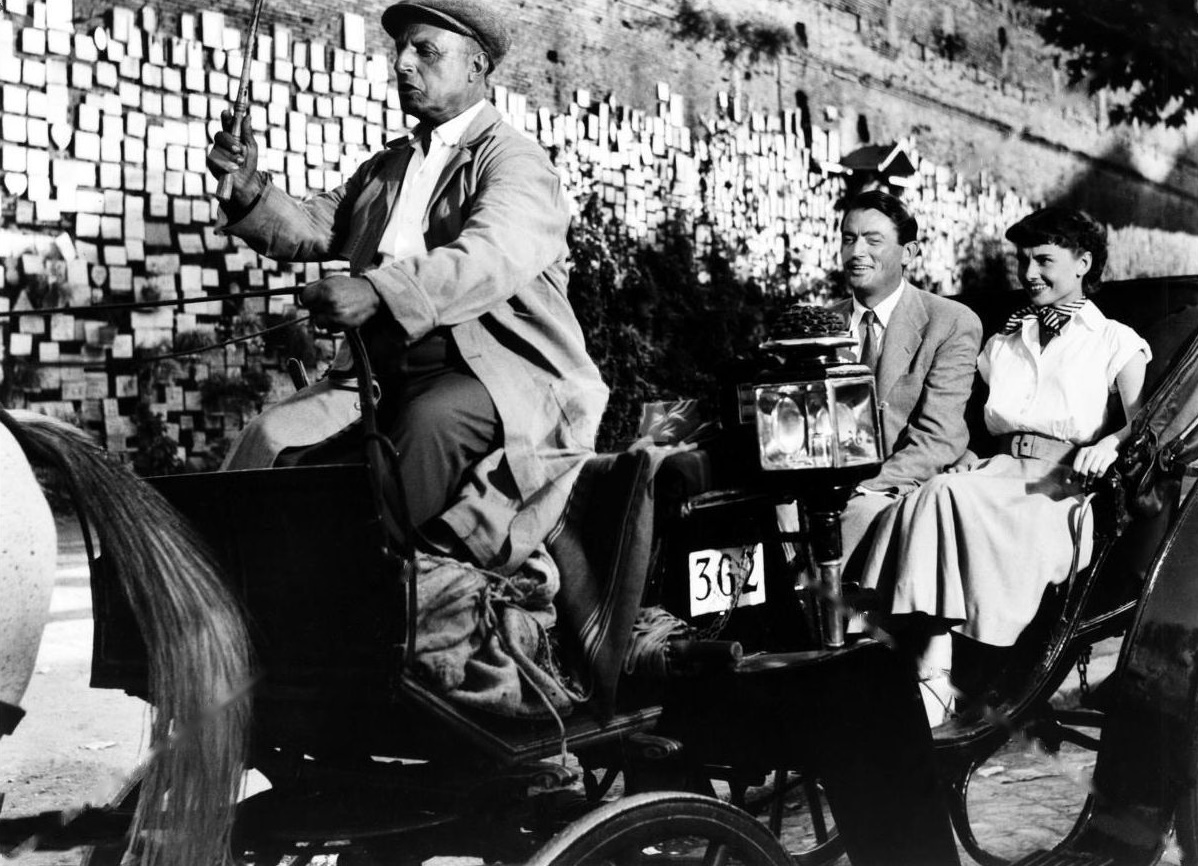
Gregory Peck i Hepburn w filmie Rzymskie wakacje (1953)

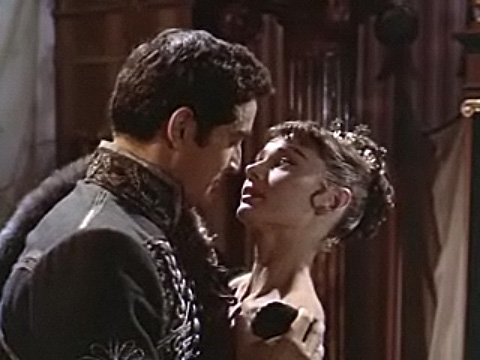
Vittorio Gassman i Hepburn w filmie Wojna i pokój (1956)

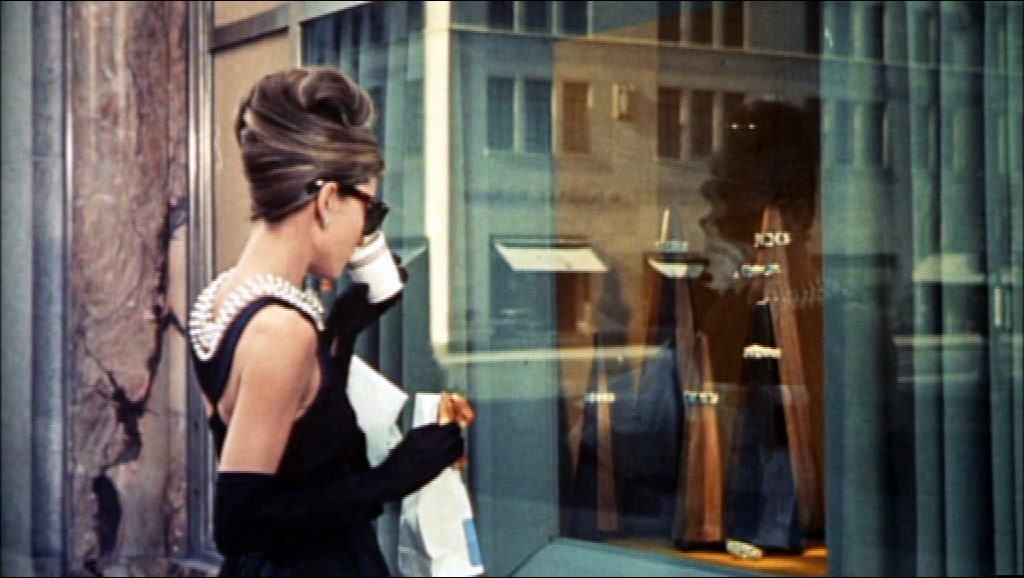
Hepburn jako Holly Golightly w filmie Śniadanie u Tiffany’ego (1961)

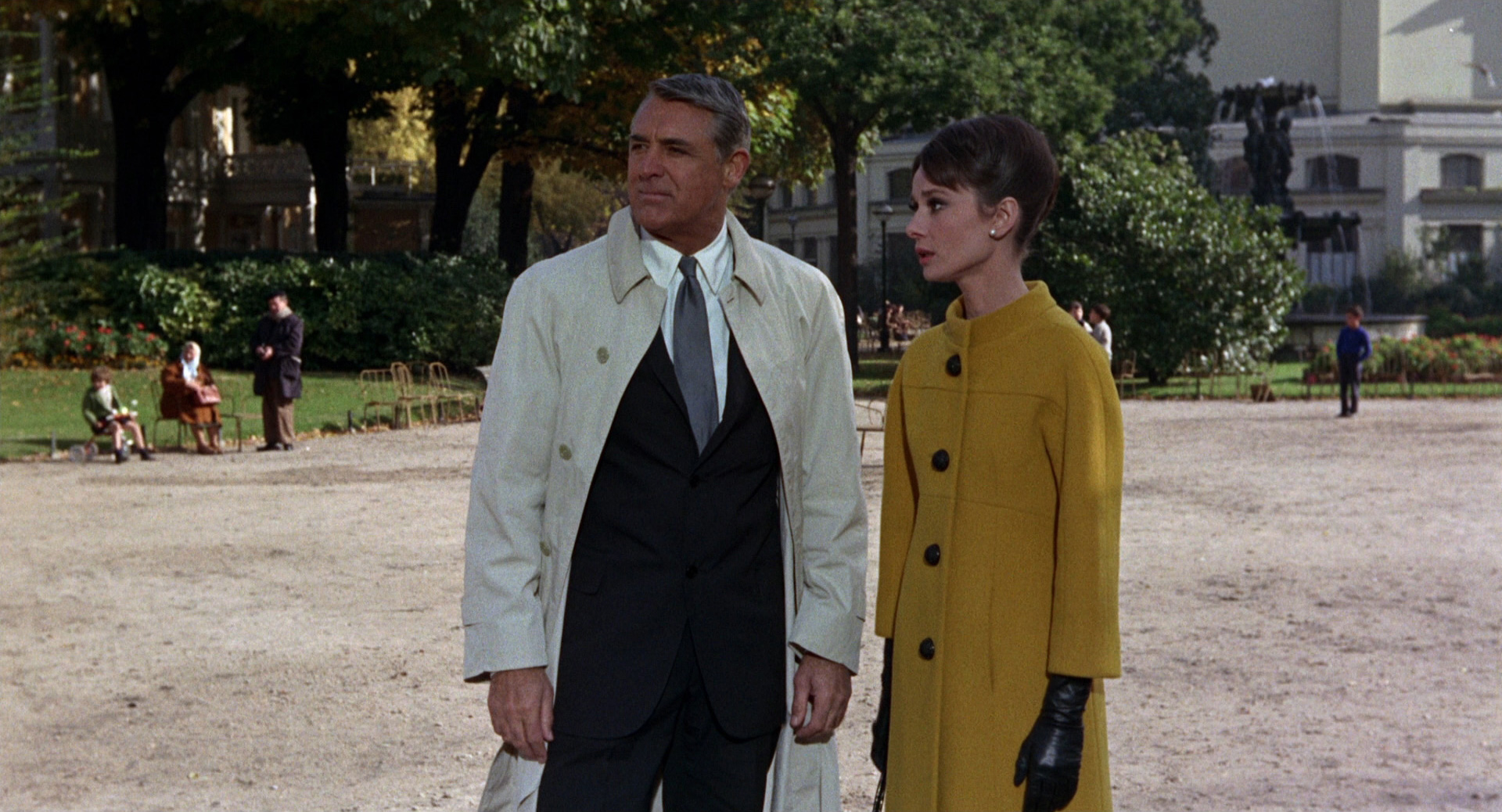
Grant i Hepburn w Szaradzie (1963)

| Rok  | Tytuł                        | Rola                                                              | Tytuł oryg. / uwagi                                                                            | Źr     |
| ---- | ---------------------------- | ----------------------------------------------------------------- | ---------------------------------------------------------------------------------------------- | ------ |
| 1948 | Holenderski w 7 lekcjach     | stewardessa linii KLM                                             | Nederlands in Zeven Lessen, tytuł alt.: Dutch in Seven Lessons; niewym. w czołówce             | [ 32 ] |
| 1951 | One Wild Oat                 | recepcjonistka hotelowa                                           |                                                                                                | [ 33 ] |
| 1951 | Śmiech w raju                | Frieda, dziewczyna z papierosem                                   | Laughter in Paradise                                                                           | [ 34 ] |
| 1951 | Szajka z Lawendowego Wzgórza | Chiquita                                                          | The Lavender Hill Mob                                                                          | [ 35 ] |
| 1951 | Opowieści młodych żon        | Eve Lester                                                        | Young Wives’ Tale, tytuł. alt.: Fun for Four                                                   | [ 35 ] |
| 1951 | Jedziemy do Monte Carlo      | Melissa Walter (wersja angielska) Linda Farrel (wersja francuska) | Monte Carlo Baby; francuskojęzyczna wersja została wydana pod tytułem Nous irons à Monte Carlo | [ 36 ] |
| 1952 | Tajemniczy ludzie            | Nora Brentano                                                     | Secret People                                                                                  | [ 37 ] |
| 1953 | Rzymskie wakacje             | księżniczka Anna                                                  | Roman Holiday                                                                                  | [ 38 ] |
| 1954 | Sabrina                      | Sabrina Fairchild                                                 | tytuł alt.: Sabrina Fair/La Vie en Rose                                                        | [ 39 ] |
| 1956 | Wojna i pokój                | Natasza Rostowa                                                   | War and Peace, tytuł alt.: Guerra e pace                                                       | [ 40 ] |
| 1957 | Zabawna buzia                | Jo Stockton                                                       | Funny Face                                                                                     | [ 41 ] |
| 1957 | Miłość po południu           | Ariane Chavasse                                                   | Love in the Afternoon                                                                          | [ 42 ] |
| 1959 | Zielone domostwa             | Rima                                                              | Green Mansions                                                                                 | [ 43 ] |
| 1959 | Historia zakonnicy           | siostra Łucja (Gabrielle „Gaby” van der Mal)                      | The Nun’s Story                                                                                | [ 44 ] |
| 1960 | Nie do przebaczenia          | Rachel Zachary                                                    | The Unforgiven                                                                                 | [ 45 ] |
| 1961 | Śniadanie u Tiffany’ego      | Holly Golightly                                                   | Breakfast at Tiffany’s                                                                         | [ 46 ] |
| 1961 | Niewiniątka                  | Karen Wright                                                      | The Children’s Hour, tytuł alt.: The Loudest Whisper                                           | [ 47 ] |
| 1963 | Szarada                      | Regina „Reggie” Lampert                                           | Charade                                                                                        | [ 48 ] |
| 1964 | Kiedy Paryż wrze             | Gabrielle Simpson                                                 | Paris When It Sizzles; remake filmu Imieniny Henrietty z 1952                                  | [ 50 ] |
| 1964 | My Fair Lady                 | Eliza Doolittle                                                   | adaptacja broadwayowskiego musicalu z 1956                                                     | [ 51 ] |
| 1966 | Jak ukraść milion dolarów    | Nicole Bonnet                                                     | How to Steal a Million                                                                         | [ 52 ] |
| 1967 | Dwoje na drodze              | Joanna „Jo” Wallace                                               | Two for the Road                                                                               | [ 53 ] |
| 1967 | Doczekać zmroku              | Susy Hendrix                                                      | Wait Until Dark                                                                                | [ 54 ] |
| 1976 | Powrót Robin Hooda           | lady Marion                                                       | Robin and Marian                                                                               | [ 55 ] |
| 1979 | Krwawa linia                 | Elizabeth Roffe                                                   | Bloodline, tytuł alt.: Sidney Sheldon’s Bloodline                                              | [ 56 ] |
| 1981 | Śmiechu warte                | Angela Niotes                                                     | They All Laughed                                                                               | [ 57 ] |
| 1989 | Na zawsze                    | Hap                                                               | Always                                                                                         | [ 58 ] |

## Telewizja
| Rok  | Tytuł                     | Rola              | Informacje                                                                     | Stacja                 | Źr                   |
| ---- | ------------------------- | ----------------- | ------------------------------------------------------------------------------ | ---------------------- | -------------------- |
| 1950 | Saturday Night Revue      | b.d.              | 3 odcinki                                                                      | BBC Television Service | [ 59 ] [ 60 ] [ 61 ] |
| 1951 | Sunday Night Theatre      | Celia             | odcinek: „The Silent Village”                                                  | BBC Television Service | [ 62 ]               |
| 1952 | Toast of the Town         | lady Joanna Grey  | odcinek z 10 lutego                                                            | CBS                    | [ 63 ]               |
| 1952 | CBS Television Workshop   | Virginia Forsythe | odcinek: „Rainy Day at Paradise Junction”                                      | CBS                    | [ 63 ] [ 64 ]        |
| 1954 | The Colgate Comedy Hour   | ona sama          | odcinek z 7 marca 1954                                                         | NBC                    | [ 64 ] [ 65 ]        |
| 1957 | Producers’ Showcase       | Maria Vetsera     | odcinek: „Mayerling”                                                           | NBC                    | [ 66 ]               |
| 1970 | A World of Live           | ona sama          | odcinek specjalny dla UNICEF-u                                                 | NBC                    | [ 67 ] [ 68 ]        |
| 1987 | Love Among Thieves        | Caroline DuLac    | film telewizyjny                                                               | ABC                    | [ 69 ] [ 70 ]        |
| 1988 | American Masters          | ona sama          | film dokumentalny, odcinek: „Directed by William Wyler”                        | PBS                    | [ 69 ]               |
| 1988 | Gregory Peck: His Own Man | ona sama          | dokument telewizyjny, data emisji: 24 sierpnia 1988                            | Cinemax                | [ 69 ] [ 71 ]        |
| 1993 | Ogrody świata             | prezenterka       | miniserial (8 odcinków), tytuł oryg.: Gardens of the World with Audrey Hepburn | PBS                    | [ 72 ]               |

## Scena

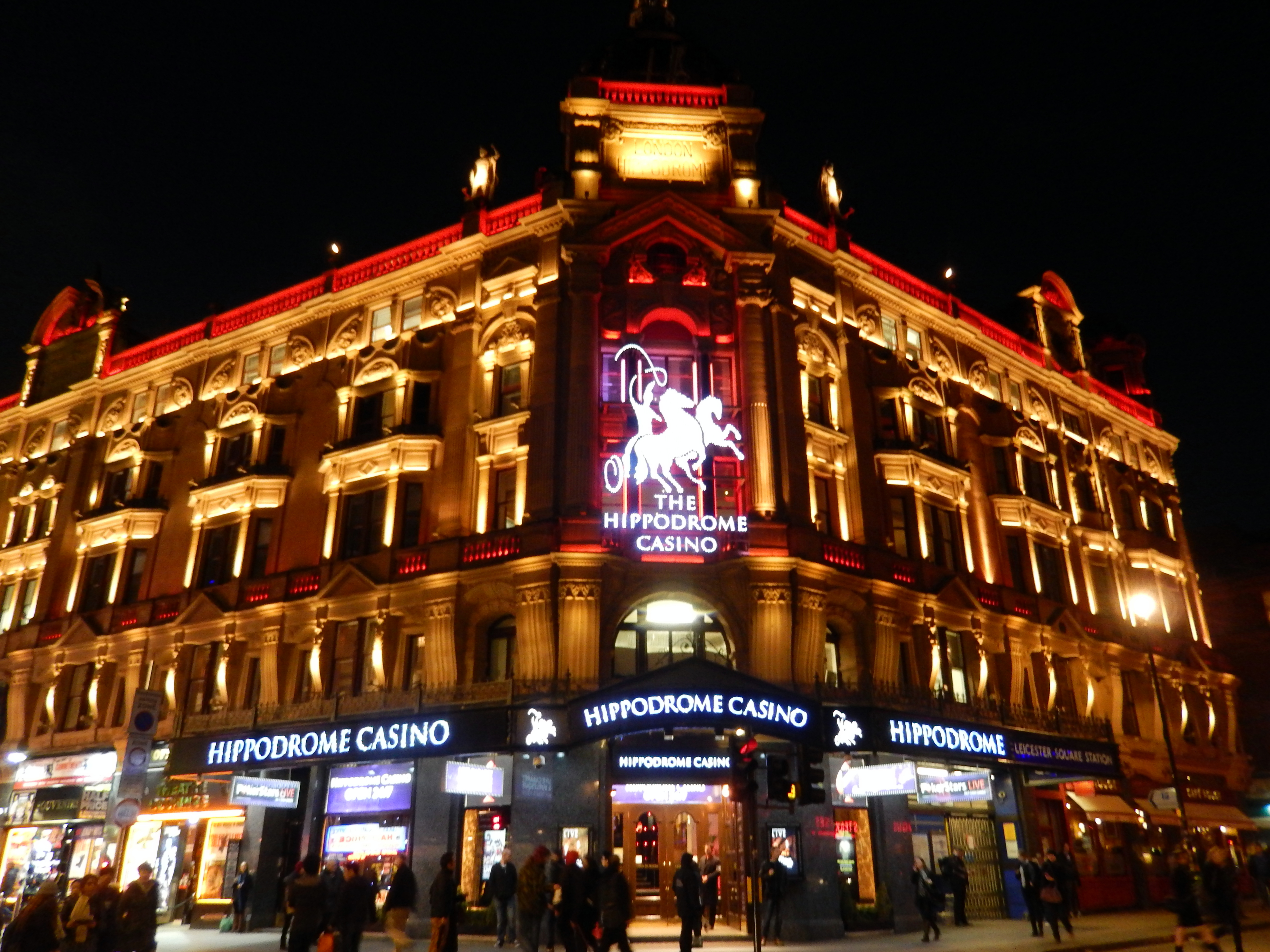
London Hippodrome – miejsce, gdzie Hepburn debiutowała w sztuce High Button Shoes i występowała w niej w sezonie 1948–1949

Audrey Hepburn debiutowała na deskach teatru w 1948, występując w roli chórzystki w komedii muzycznej High Button Shoes z tekstami i muzyką Jule’a Styne’a i Sammy’ego Cahna oraz choreografią Jerome’a Robbinsa. Angaż otrzymała jako ostatnia z czternastu aktorek wybranych spośród trzech tysięcy kandydatek. Zarabiała 8 funtów tygodniowo. Przychylne recenzje spowodowały, że dostrzeżono rolę Hepburn, która została zaangażowana przez producenta Cecila Landau do sztuki Sauce Tartare, będącej składanką piosenek i satyrycznych skeczy, cenionych przez angielską publiczność. Spektakl otrzymał pozytywne recenzje, a krytycy chwalili w nich świeżość, dowcip i styl przedstawienia oraz pomysłowe dekoracje i kostiumy. Sukces Sauce Tartare sprawił, że Landau podjął się realizacji sequela Sauce Piquante, którego premiera odbyła się 27 kwietnia 1950. Sztuka została zdjęta z afisza po ośmiu tygodniach, wskutek mniej entuzjastycznych recenzji. W 1951, za namową francuskiej pisarki Sidonie-Gabrielle Colette, zdecydowała się na przyjęcie głównej roli w ekranizacji noweli Gigi z 1944. Premiera odbyła się w Fulton Theatre na Broadwayu 24 listopada 1951. Aktorka zebrała entuzjastyczne recenzje za swoją kreację. W 1954, wraz z przyszłym mężem Melem Ferrerem, występowała w sztuce Ondyna autorstwa Jeana Giraudoux. Hepburn ponownie otrzymała przychylne recenzje krytyków, a jej rolę nagrodzono Tony Award.
| Rok (sezon) | Tytuł             | Rola                                                        | Teatr               | Źr            |
| ----------- | ----------------- | ----------------------------------------------------------- | ------------------- | ------------- |
| 1948–1949   | High Button Shoes | chórzystka                                                  | London Hippodrome   | [ 73 ] [ 81 ] |
| 1949        | Sauce Tartare     | Boogie Woogie Yoga Flower, ekspedientka, tancerka klasyczna | Cambridge Theatre   | [ 81 ] [ 83 ] |
| 1950        | Sauce Piquante    | duch szamana, skrzat, tancerka                              | Cambridge Theatre   | [ 75 ]        |
| 1951–1952   | Gigi              | Gigi                                                        | Fulton Theatre      | [ 11 ] [ 84 ] |
| 1954        | Ondyna            | Ondyna                                                      | 46th Street Theatre | [ 85 ] [ 86 ] |